# Aeroport Internacional Don Mueang
L'Aeroport Internacional Don Mueang (en tailandès ท่าอากาศยานดอนเมือง, RTGS: Tha-akatsayan Donmuang) (codi IATA: DMK, codi OACI: VTBD) és un dels dos aeroports internacionals que donen servei a la regió metropolitana de Bangkok, sent l'altre l'aeroport Suvarnabhumi (BKK). Abans que Suvarnabhumi obrís les seves portes en 2006, Don Mueang era conegut anteriorment com a Aeroport Internacional de Bangkok (en tailandès ท่าอากาศยานกรุงเทพ, RTGS: Tha-akatsayan Krungthep).
L'aeroport és considerat com un dels aeroports internacionals més antics del món i el més antic d'Àsia en funcionament. Es va inaugurar oficialment com a base de la Reial Força Aèria Tailandesa el 27 de març de 1914, encara que ja havia estat en ús abans. Els vols comercials van començar en 1924, la qual cosa ho converteix en un dels aeroports comercials més antics del món. L'aeroport consta de la Terminal 1 per a vols internacionals i la Terminal 2 per a vols nacionals, que estan connectades per una passarel·la exterior elevada de cristall única. L'aeroport també compta amb una passarel·la exterior connectada a l'hotel Amari. El primer vol comercial va ser una arribada de Koninklijke Luchtvaart Maatschappij.
El setembre de 2006, l'aeroport de Don Mueang es va tancar i es va substituir pel recentment inaugurat aeroport de Suvarnabhumi, abans de reobrir-se el 24 de març de 2007 després de les reformes. Des de l'obertura del nou aeroport, s'ha convertit en un centre regional de vols de rodalia i en el centre de facto de les aerolínies de baix cost. En 2015, es va convertir en l'aeroport més gran d'aerolínies de baix cost del món.
Don Mueang utilitzava anteriorment el codi IATA BKK, que posteriorment va començar a emprar-lo Suvarnabhumi, i era un important centre d'Àsia i el centre d'operacions de Thai Airways International abans del seu tancament. En el seu moment àlgid, atenia la major part del trànsit aeri de tot el país, amb 80 aerolínies que operaven 160.000 vols i manejaven més de 38 milions de passatgers i 700.000 tones de càrrega en 2004. Era llavors el catorzè aeroport més actiu del món i el segon d'Àsia per volum de passatgers. Actualment, Don Mueang és la principal base d'operacions de Nok Air, Thai AirAsia i Thai Lion Air.

## Galeria

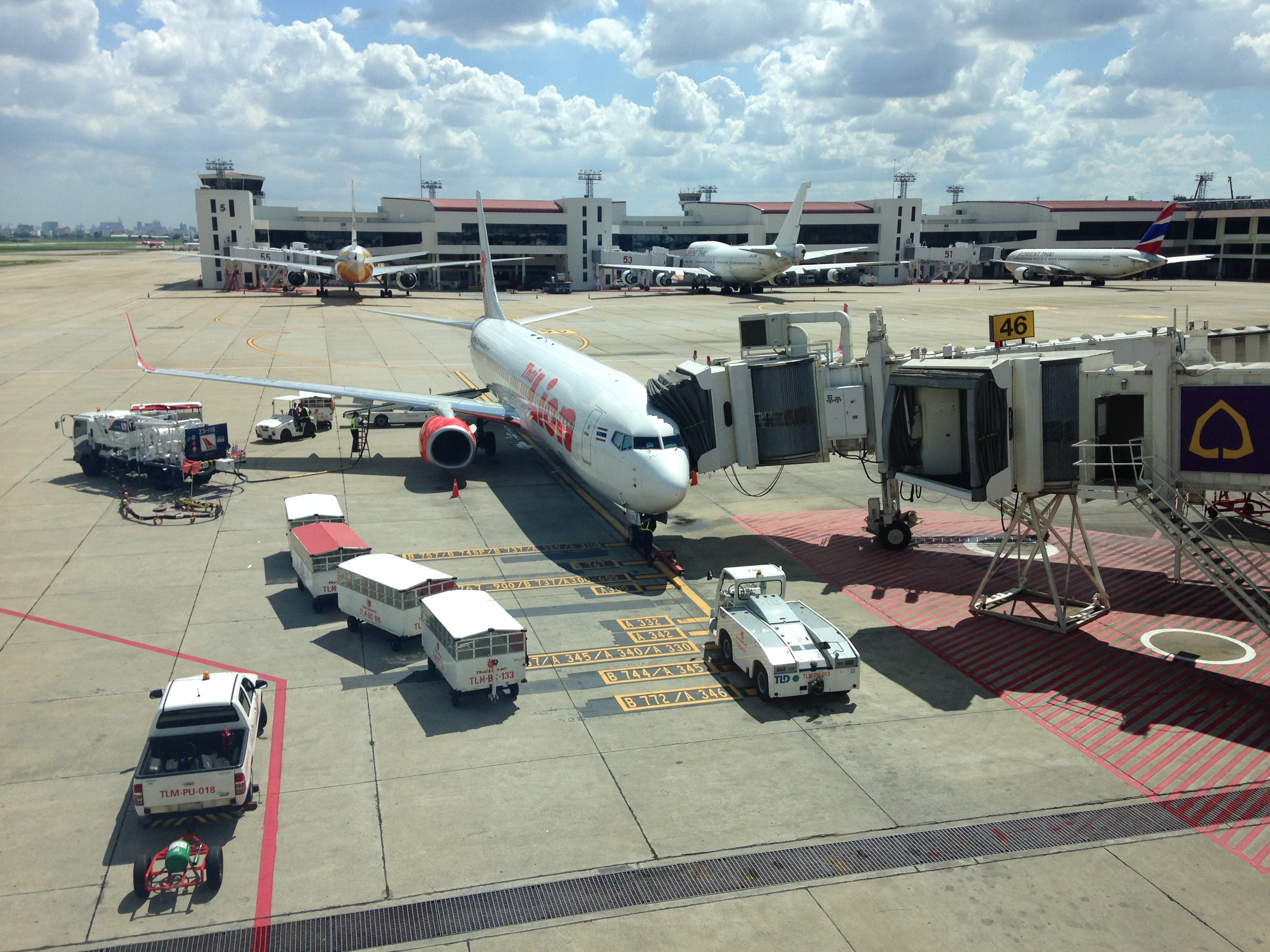
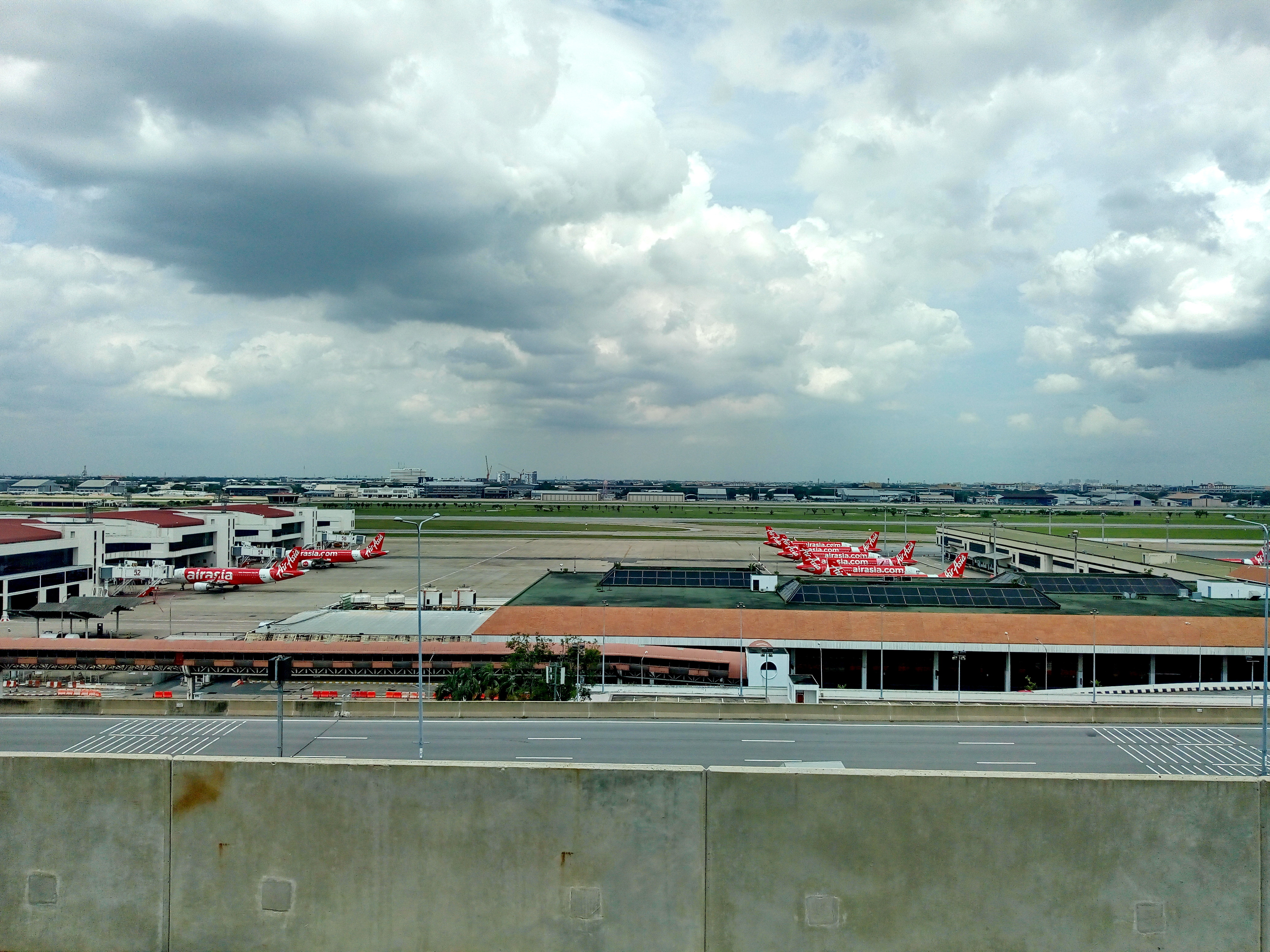
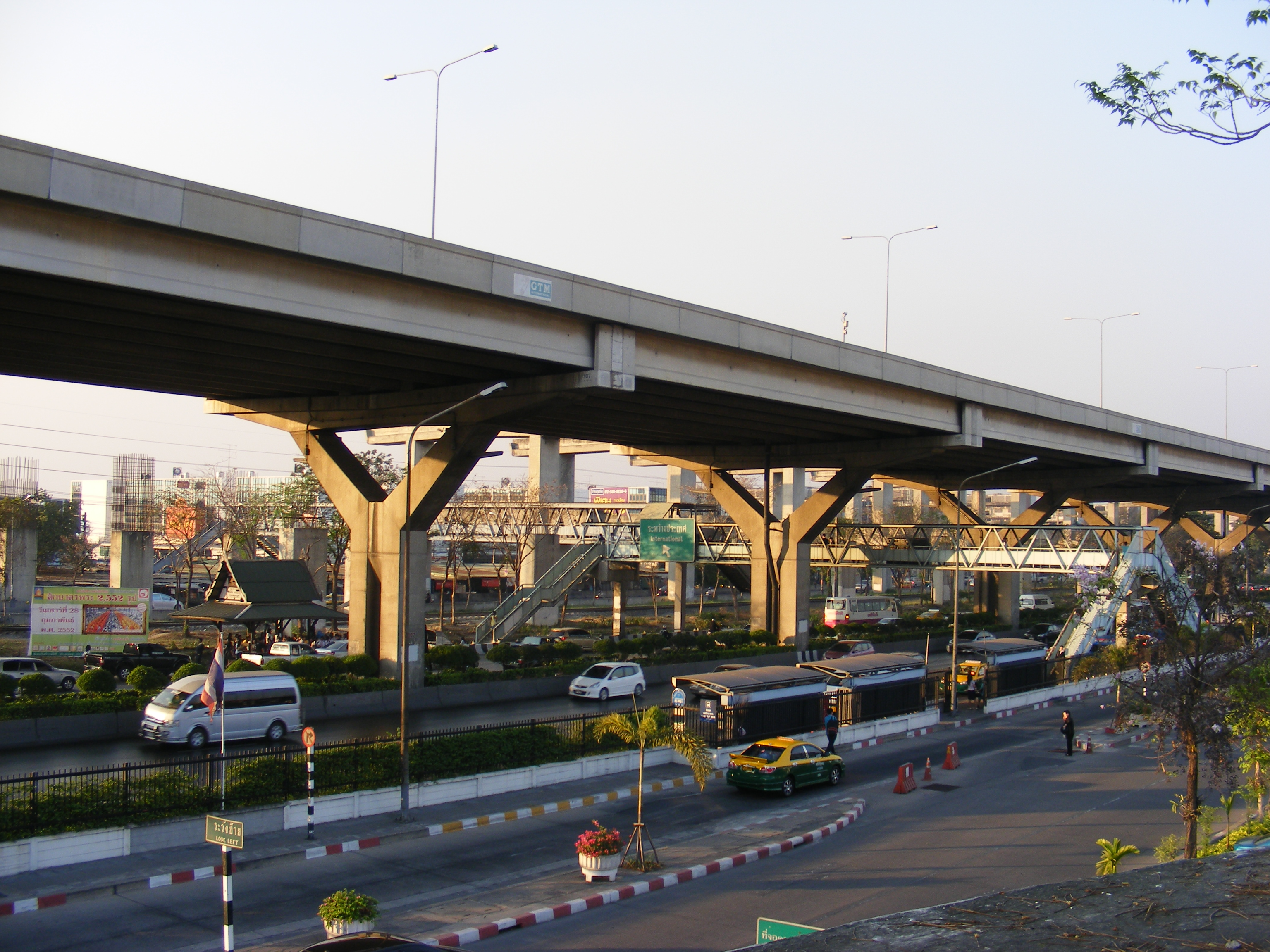
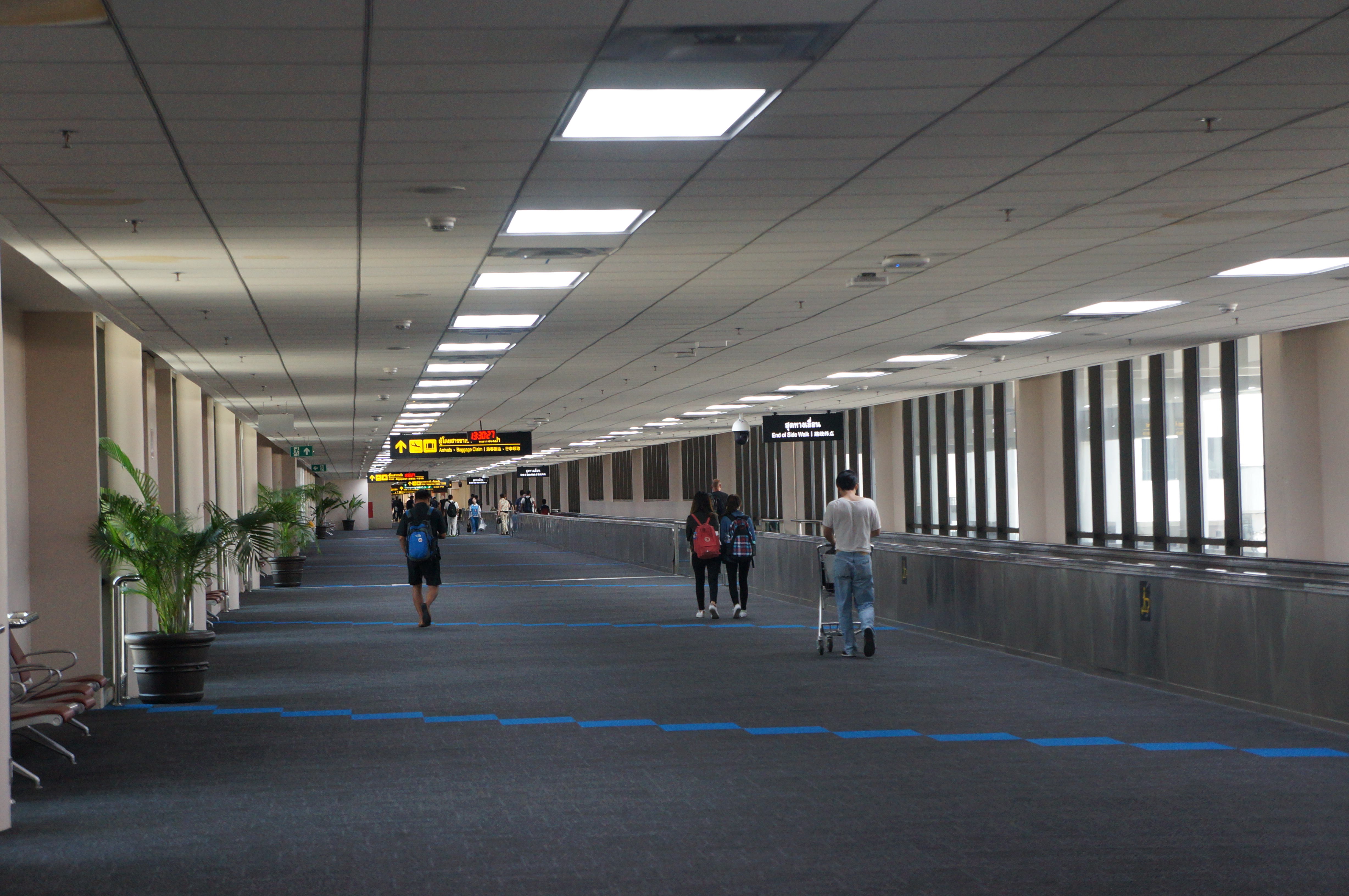
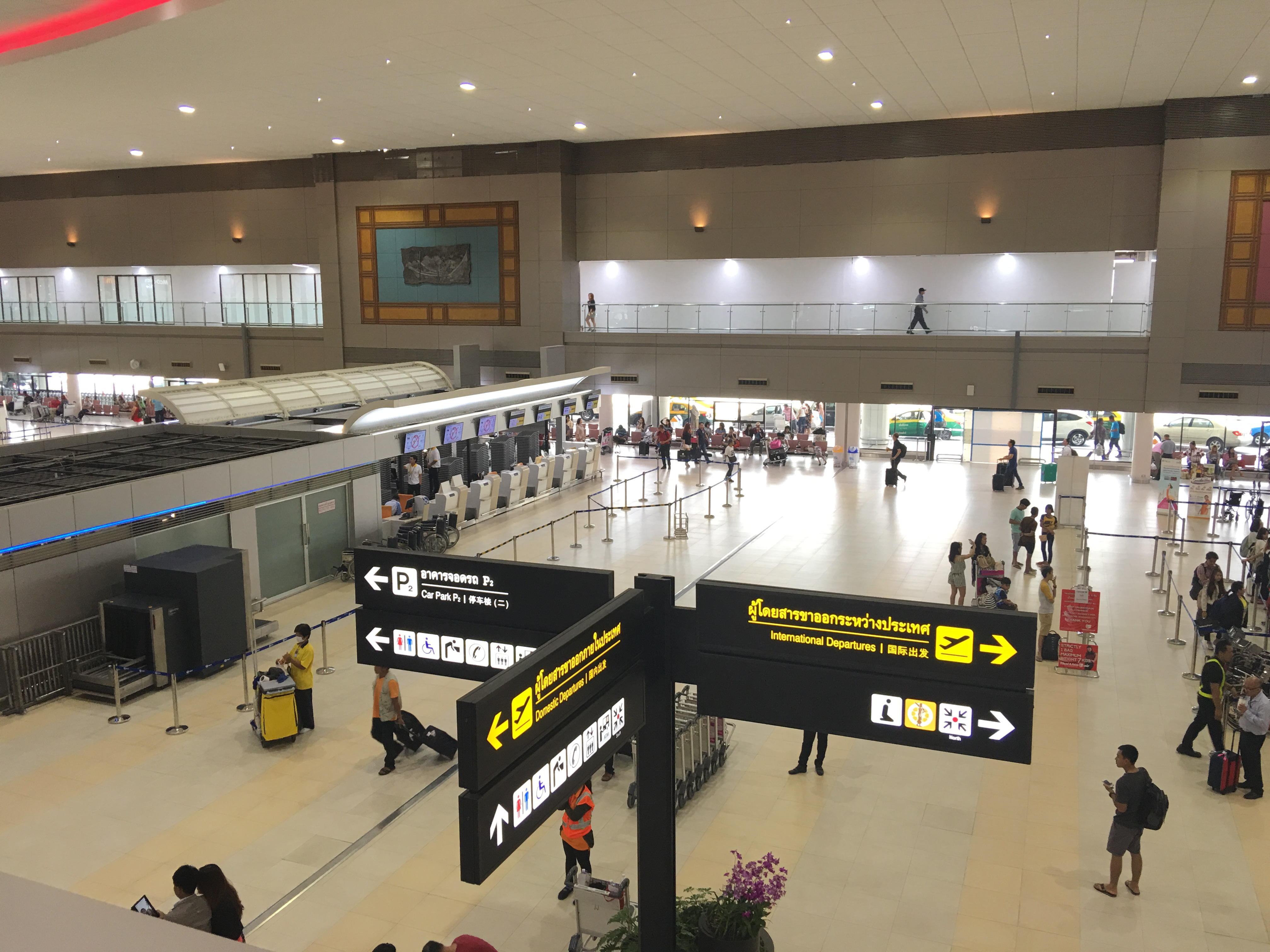
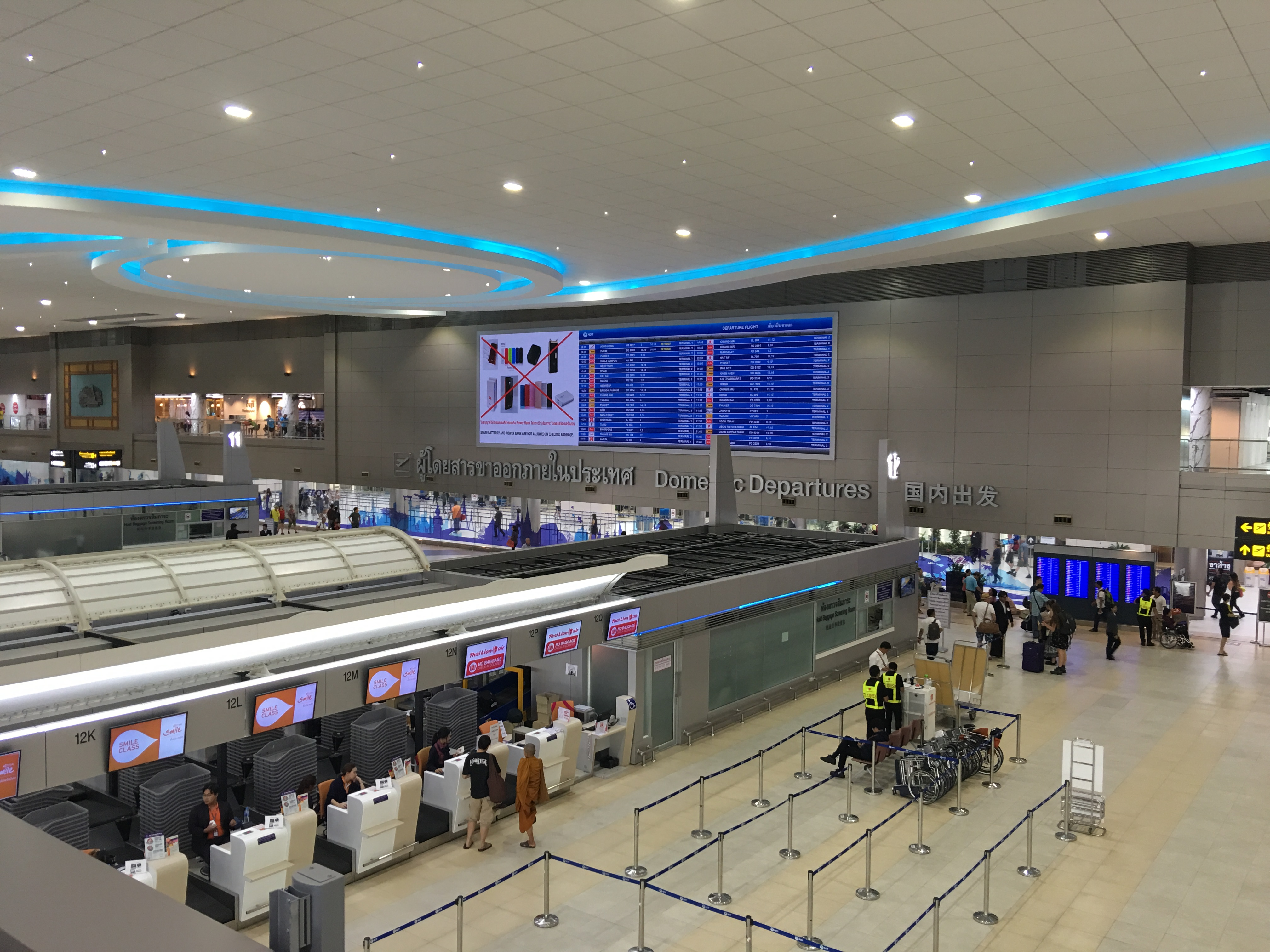

## Estadístiques
See source Wikidata query and sources.